# Eupithecia holti
Eupithecia holti là một loài bướm đêm trong họ Geometridae.